# La Chapelle-Montligeon
La Chapelle-Montligeon is een gemeente in het Franse departement Orne (regio Normandië) en telt 658 inwoners (2005). De plaats maakt deel uit van het arrondissement Mortagne-au-Perche.

## Geografie
De oppervlakte van La Chapelle-Montligeon bedraagt 8,4 km², de bevolkingsdichtheid is 78,3 inwoners per km².
De onderstaande kaart toont de ligging van La Chapelle-Montligeon met de belangrijkste infrastructuur en aangrenzende gemeenten.

## Demografie
Onderstaande figuur toont het verloop van het inwonertal (bron: INSEE-tellingen).